# Avatr 12
Avatr 12 (вимовляється "один два", а не "дванадцять") — електромобіль бізнес-класу, що випускається з 2023 року китайською компанією Changan під брендом AVATR Technology.

## Опис

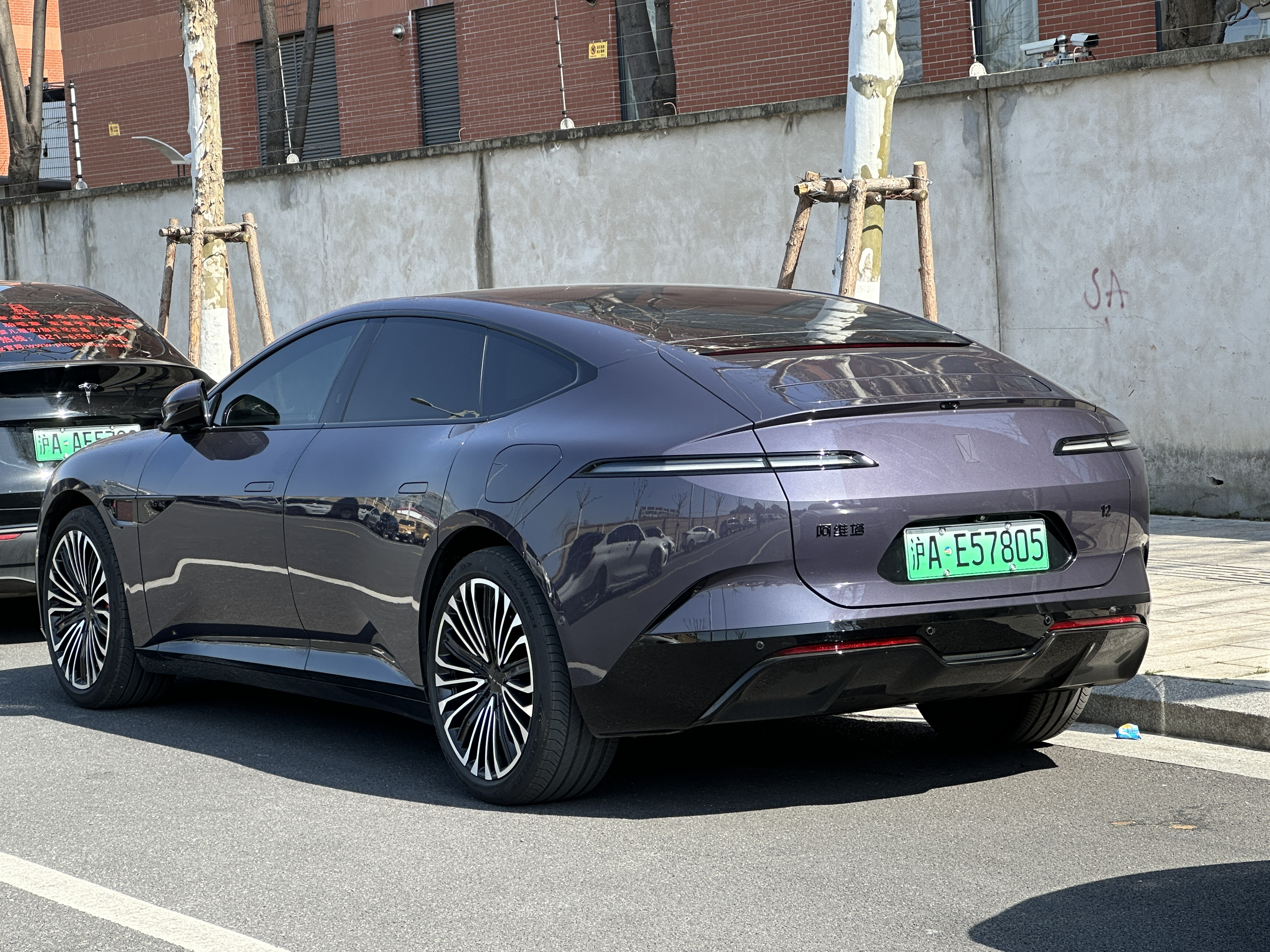
Avatr 12

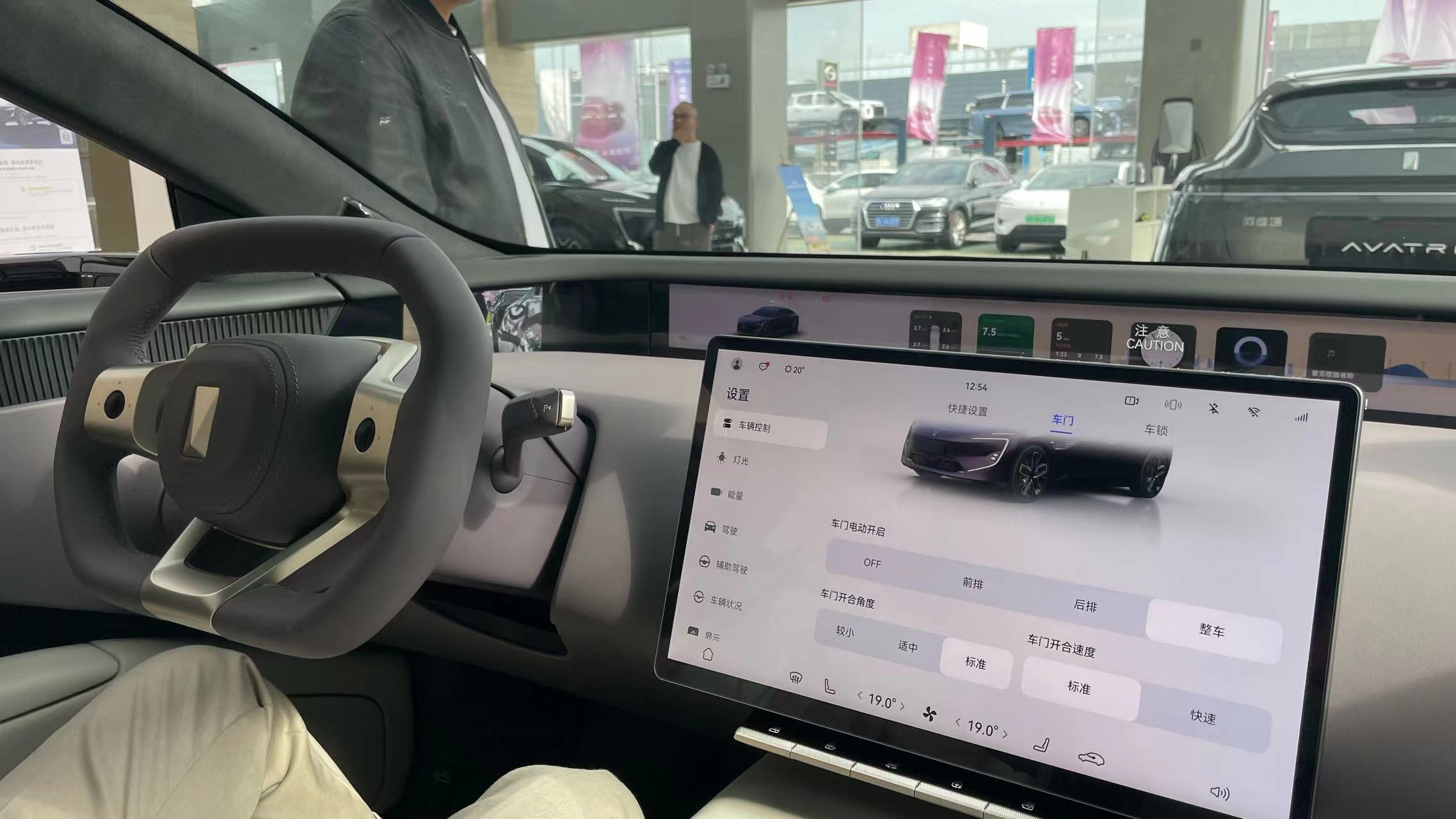

У липні 2023 року компанія Changan представила другу модель під брендом AVATR Technology. Як і Avatr 11, автомобіль розроблений колишнім дизайнером BMW Надером Фагіхзаде. Дебют відбувся у Мюнхені.
Край кришки багажника закривається спойлером, що опціонально відкидається. Замість бічних дзеркал заднього виду автомобіль оснащений камерами огляду. Розміри дисків становлять 20-21 дюйм.

## Продажі
Автомобіль Avatr 12 продається на внутрішньому китайському ринку із серпня 2023. Постачання плануються в грудні 2023 року. Конкурентом є Zeekr 001.

## Технічні характеристики
Avatr 12 оснащується одним електродвигуном потужністю 313 к. с. або двома потужністю 578 к. с. Акумулятори поставляються компанією CATL, а двигуни — компанією Huawei.

## В Україні
В Україні перший електромобіль від Huawei  з'явився у вересні 2024 року.